# トールブース

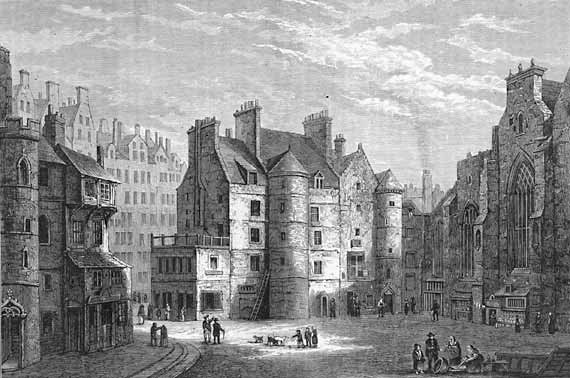
1817年に解体される前のエディンバラ旧庁舎（オールド・トールブース）を描いた銅版画。

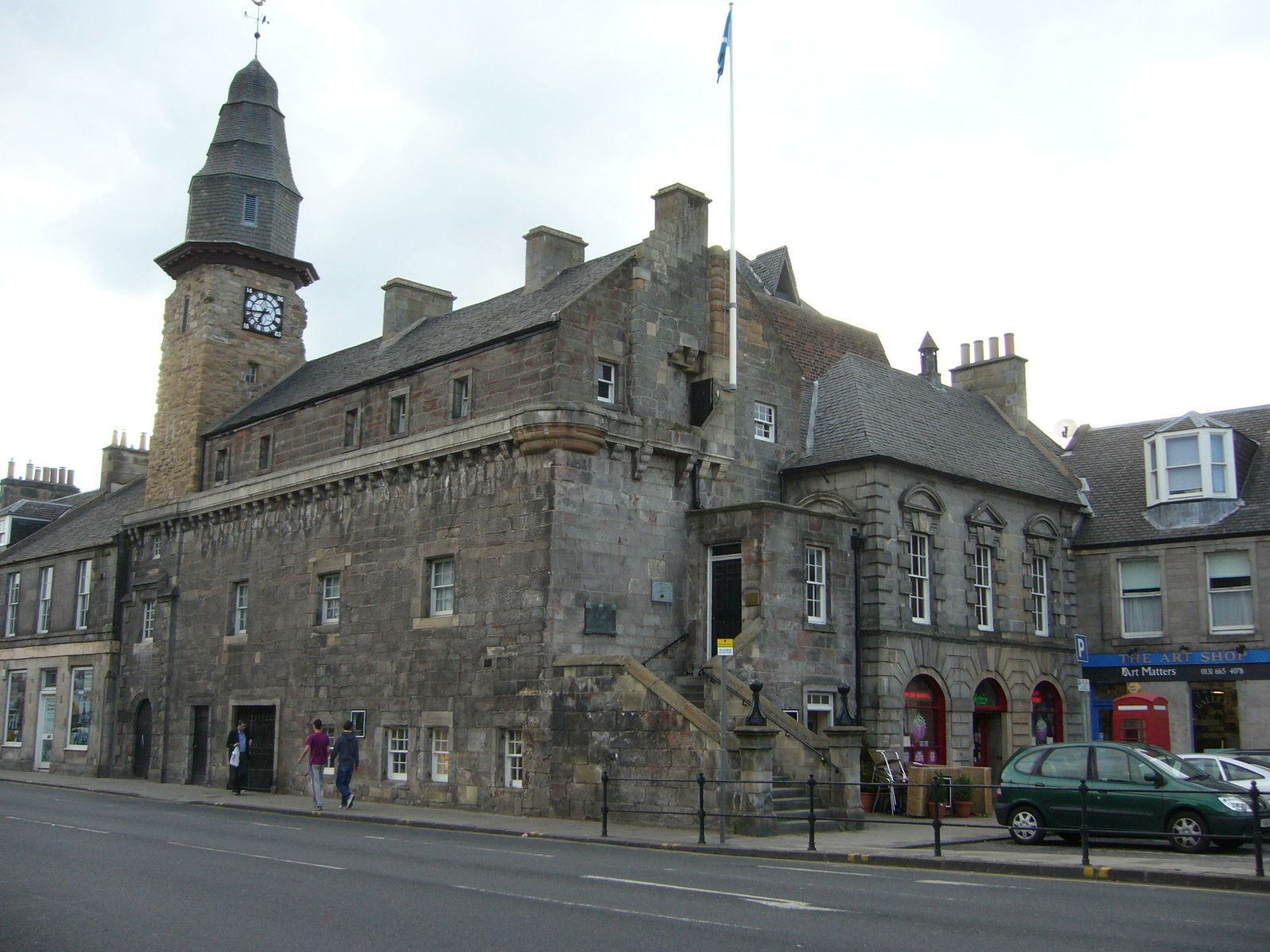
イースト・ロージアンにあるマッセルバラ・トールブース

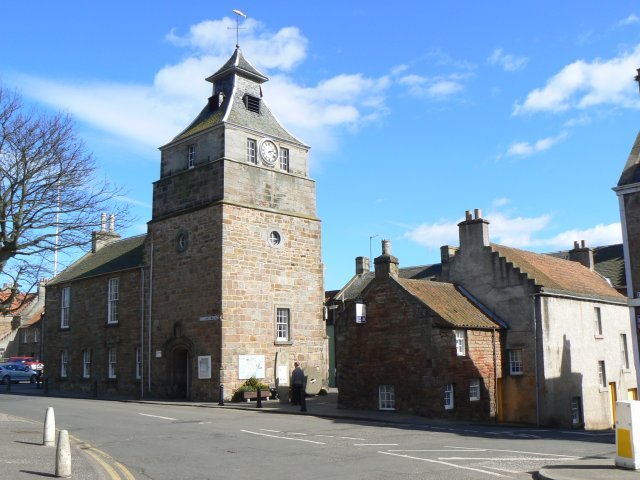
ファイフにあるクレイル・トールブース

トールブース（英: トールブース）またはタウン・ハウス（town house）は、中世から19世紀まで、スコットランドのバラの本庁舎であった。トールブースには通常、評議会室、裁判所、牢獄が設けられていた。トールブースは、市場十字、キルク（kirk、教会）とともに、スコットランドのバラに欠かせない3つの機能の1つである。

## 語源
Tolboothという単語は、中英語で地代事務所と監房を含んだ役場を表わす単語tolbotheに由来する。

## 歴史
バラはスコットランドにおいて12世紀から作られた。バラは市場を開き、地代と通行料を徴収する権利が有し、これらを徴収するためにトールブースが設置されたのが始まりである。ロイヤル・バラ（勅許自治都市）は、選挙で選ばれた議会によって統治され、プロヴォスト（市長）とベイリー（行政官）は、地域の犯罪を取り締まる政務官としての役割も果たしていた。トールブースは、これらの機能をすべて備えた中心的な建物として発展した。ほとんどのトルブースには鐘があり、多くは尖塔に取り付けられていたが、後には時計が追加された。トールブースは、裁判を待つ被告人や債務者を収容するだけでなく、鞭打ち柱や足枷、手錠などを備えた公罰の場でもあった。トールブースは、時には死刑執行の場となり、犠牲者の頭部が展示されることもあった。トールブースは、町の警備員のための衛兵所の役割も果たしていたかもしれない。その他にも、学校や計量所、備品や記録の保管、娯楽など、様々な機能があった。
トールブースの最初の記録は13世紀後半にベリック・アポン・ツイードにあったもので、トールブースの建設のための最古の公有地の供与は1325年にダンディーにあったものである。14世紀にはさらに多くの土地が供与されたことが記録されている。現存する最古のトールブースは、マッセルバラ（1590年）とカノンゲート（1591年）のものである。グラスゴーのトールブース（1626年）は、スコットランドの「17世紀の最も注目すべき市当局の建造物」と評されている。他にも、リンリスゴー（1668年）やカーコーディ（1678年）にルネッサンス様式のトールブースが建てられている。18世紀になると、「トールブース」という言葉は刑務所と密接な関係を持つようになり、「タウンハウス」（town house）という言葉が市庁舎を指す用語として一般的になった。ダンディー（1731年）やサンカー（1739年）のように、古典的な建築様式が導入された。19世紀初頭には、機能の分離が進み、裁判所や刑務所が建設され、トールブースやタウンハウスは、議会やイベント会場として機能する近代的なタウンホール（役所）に置き換えられた。トールブースの監獄機能は1839年から監獄委員会が監督するようになったが、フォルカークの尖塔の監獄は1984年まで使用された。

## 例
スコットランドにはおよそ90のトールブースが現存している。多くは今でも市庁舎として使われているが、博物館や劇場、その他の集客施設として改修されたものもある。
- オールド・トールブース（英語版）。エディンバラのロイヤル・マイルにあった中世の建築物。19世紀に解体された。
- グラスゴー十字路（英語版）にあるトールブース尖塔はグラスゴーの17世紀のトールブースで唯一残っている部分である。
- トールブース（英語版）（アバディーン）は17世紀の監獄であり、現在は博物館として運営されている。
- ストーンヘイヴン・トールブース（英語版）、16世紀末のトールブース
- マッセルバラ・トールブース、1590年建造
- キャノンゲート・トールブース、1591年建造
- スタンピー・タワー（英語版）、ガーバン
- カークーブリ・トールブース（英語版）は17世紀初期の例で、現在はアートギャラリーやビジターセンターとして使われている。
- スターリング・トールブース（英語版）、1705年完成